# 방울 검출
방울 검출(Blob detection)은 이미지 처리에서 특정한 성질을 공유하는 방울(blob) 형태의 영역을 찾는 기법이다. 컴퓨터 비전에서 방울(blob)은 해바라기 사진의 중앙부와 같은 연속된 영역이다.

## 방법
가우시안의 라플라시안(Laplacian of Gaussian, LoG) 방법은 가우시안 필터를 취한 뒤 라플라스 연산자를 적용해서 만드는 필터를 거쳐 방울 모양의 영역을 검출하는데, 필터의 모양이 멕시코 모자인 솜브레로와 유사하여 멕시코 모자(Mexican hat) 필터라고도 불린다.